# 기독교대한감리회유지재단
기독교대한감리회유지재단은 전도교육 구호와 보육시설 기타 사회교화봉사사업을 위하여 필요한 토지, 건물과 소유품을 소유, 관리하며 필요한 재산을 공급하기 위하여 1926년 5월 7일 설립된 문화체육관광부 소관의 재단법인이다. 사무실은 서울특별시 종로구 세종대로 149 (세종로, 광화문빌딩)에 있다.

## 주요 사업
- 전도, 교육, 구호사업
- 국민정신 계발과 사회개발
- 사회교화 및 봉사